# Miriam Polster
Miriam Polster (Cleveland, 7 luglio 1924 – 19 dicembre 2001) è stata una psicologa clinica statunitense, dotata di un interesse per la musica, che era anche la sua specializzazione universitaria e una materia che integrò nel suo lavoro. Una volta arrivata alla scuola di specializzazione, divenne una sostenitrice della terapia della Gestalt, una terapia mirata alla consapevolezza di sé. È stata cofondatrice del Gestalt Training Centre. È stata coautrice di due libri sulla teoria della terapia della Gestalt: Gestalt Therapy Integrated e From the Radical Centre e autrice unica di Eve's Daughters. È morta di cancro nel 2001.

## Primi anni di vita
Miriam Polster nacque il 7 luglio 1924 come Miriam Friedman da Aaron Friedman e Minnie Rachbuch, una famiglia ebrea di Cleveland, Ohio. La sua famiglia era sempre considerata molto affettuosa e pronta a sostenerla nelle sue aspirazioni. Suo padre lavorava per il servizio postale americano all'epoca della Grande depressione, nonostante fosse laureato in legge. Sua madre era una casalinga. Aveva un fratello di cinque anni più grande di lei, Larry.

## Carriera
La passione iniziale della Polster era la musica. Frequentò l'Università di Miami e completò la laurea in musica nel 1946. Studiò inoltre al Cleveland Institute of Music per quanto riguarda l'esecuzione vocale.
Miriam Polster incontrò Erving Polster nel 1949 e i due si sposarono in ottobre. Dalla loro unione nacquero due figli, Adam e Sarah. Entrambi i bambini erano malati: Adam aveva una paralisi cerebrale infantile e Sarah morì di cancro al colon nel luglio 2001.
Nel 1953 fu fondato il Gestalt Institute di Cleveland da figure chiave nella storia della teoria della Gestalt, tra cui Fritz Perls, Laura Perls, Isadore From, Margherita Spagnuolo Lobb e Paul Goodman. Suo marito, Erving Polster, era tra i membri fondatori della facoltà e il suo costante impegno in seminari che offrivano corsi di formazione in nuove tecniche terapeutiche della Gestalt, suscitò in lei un grande interesse per la psicologia. Nel 1967 tornò a studiare e conseguì il dottorato in psicologia clinica presso la Case Western Reserve University.

## Teoria
La terapia della Gestalt è un approccio empirico e umanistico che mira a sviluppare la consapevolezza di sé, l'accettazione e la crescita. Uno degli aspetti della terapia è creare un contatto con l'ambiente e con se stessi attraverso i nostri organi sensoriali, fondamentale per uno sviluppo sano. La Polster e suo marito Erving sono gli esponenti più importanti del concetto di “contatto-confine”. I confini aiutano le persone a connettersi con l'ambiente e a ritirarsi da esso quando necessario. Una perturbazione di questi confini può provocare confluenza, isolamento, retroflessione, introiezione, proiezione e deflessione. La confluenza si riferisce alla perdita del confine tra sé e gli altri, che è l'opposto dell'isolamento, in cui il confine diventa impermeabile e si perde la connessione con gli altri. La retroflessione è l'inibizione dell'espressione di parti di te stesso. L'introiezione è l'accettazione passiva delle idee degli altri. La proiezione è l'attribuzione di parti di sé agli altri e La deflessione è la paura del conflitto. Tutti questi disturbi possono oscillare tra sani e malsani a seconda del tuo livello di consapevolezza.

## Pubblicazioni

### 1973:Gestalt Therapy Integrated: Contours of Theory and Practice
Gestalt Therapy Integrated è il primo libro sulla teoria della terapia della Gestalt scritto da Erving e Miriam Polster. I coniugi Polster volevano che il loro libro fungesse da ampia panoramica della teoria della Gestalt e delle tecniche terapeutiche, un libro di testo sulle pratiche della Gestalt. Inoltre, Erving voleva includere interpretazioni personali della teoria più ampia della Gestalt e ha incorporato le sue teorie, tra cui quella del contatto-confine. La Polster non ha contribuito con gran parte delle proprie teorie e interpretazioni, ma ha aiutato Erving discutendo con lui i concetti delle sue teorie che erano stati sviluppati attraverso i suoi insegnamenti e i suoi seminari presso il Gestalt Institute di Cleveland. Il trattato è considerato da molti studiosi e studenti come un'introduzione approfondita alla terapia della Gestalt.

### 1992:Eve’s Daughters: The Forbidden Heroism of Women
Eve's Daughters è un'opera di saggistica che Miriam Polster ha scritto da sola. Il romanzo sottolinea la capacità delle donne di essere eroine in un mondo che considera l'eroismo un ruolo dominato dagli uomini. La Polster spiega che l'eroismo si manifesta in forme diverse. L'autrice afferma che la tendenza dei ruoli di genere pone limiti al potenziale di tutti. Eve's Daughters esemplifica le discrepanze tra il genere maschile e quello femminile attraverso la storia di Eva e quella di Prometeo. Prometeo rubò il fuoco agli Dei e ne conseguì la sua punizione. Dopo la sanzione Prometeo fu visto come un personaggio coraggioso e simpatico. Nella storia di Eva, lei aveva mangiato una mela nonostante Dio le avesse detto di non farlo. A differenza di Prometeo, Eva è disciplinata e percepita come una figura sgradevole e disobbediente. Il romanzo sottolinea che, in un certo senso, Eva guida un'ondata di donne che prendono le proprie decisioni su come vivere, grazie alla loro scelta di non seguire un comando irrazionale. Inoltre, Eve's Daughters giustifica il fatto che la storia di Eva fornisca lezioni utilizzate oggi: ad esempio, il concetto di conseguenze che conseguono alle nostre azioni.

### 1999:From the Radical Centre: The Heart of Gestalt Therapy
From the Radical Center: The Heart of Gestalt Therapy è una raccolta di saggi scritti da Miriam ed Erving Polster. Si tratta di una raccolta di testi selezionati che coprono la storia della psicoterapia toccando applicazioni teoriche e pratiche. Il saggio inizia descrivendo i principi della terapia della Gestalt, illustrandone l'applicazione e la trasformazione delle teorie. Vengono poi discussi il ruolo e le implicazioni della comunità sull'individuo. In questo lavoro sono integrati vari aspetti della teoria e della terapia per abbracciare l'intero spettro della psicoterapia.

## Eredità
Miriam Polster e suo marito Erving Polster iniziarono organizzando seminari per coppie e famiglie. Gestivano i gruppi insieme, ma non lo facevano tanto nei loro campi. Miriam ed Erving Polster fondarono il Gestalt Training Centre a San Diego, in California. Insegnarono e formarono molti professionisti in terapia della Gestalt in tutto il mondo. La bibliografia afferma che erano conosciuti come alcuni dei più autorevoli terapeuti della Gestalt e la loro formazione ispirò altri a intraprendere essi stessi la formazione in terapia della Gestalt.
La Polster era anche membro della facoltà del Gestalt Institute di Cleveland, Ohio. Si era occupata dell'Istituto prima e dopo aver conseguito il diploma ed era stata presente a molti seminari.

## Morte
Nel 1994 alla Polster fu diagnosticato un cancro al seno e un cancro all'endometrio, ai quali sopravvisse; morì il 19 dicembre 2001, all'età di 77 anni, dopo una ricaduta del cancro all'endometrio.